# Museo civico d'arte antica
Il Museo Civico d'Arte Antica è un museo che ha sede nello storico complesso di Palazzo Madama e Casaforte degli Acaja, in piazza Castello, a Torino.
È stato riaperto al pubblico nel 2006 e ospita periodicamente mostre e rassegne artistiche.
Dal 2010 l'attività del museo è raccontata all'interno della rivista annuale "Palazzo Madama. Studi e notizie".

## Descrizione
Nel 1934 le collezioni di arte antica del museo civico di Torino (sorto nel 1863) furono spostate dalla sede originaria (vicino alla Mole Antonelliana) a Palazzo Madama, che era stato la prima sede della Galleria Sabauda tra 1832 e 1865 (spostata perché il Palazzo era anche sede del Senato del Regno dal 1848 fino al trasferimento a Firenze nello stesso 1865 per la convenzione di settembre).
Suddiviso in trentacinque sale, il museo è formato da quattro piani (collegati tra loro con un ascensore) più un piano panoramico.
Nel piano seminterrato si trova l'arte medievale; il piano terra è destinato all'arte del periodo gotico e del rinascimento; il primo piano (o piano nobile) ospita opere del periodo barocco; il secondo piano è dedicato all'arte della decorazione.
Le collezioni custodite al suo interno comprendono oltre settantamila opere. Troviamo opere pittoriche e scultoree, ceramiche, porcellane e maioliche e avori, ori e argenti, oltre ad arredi e tessuti.
Nella quattrocentesca torre denominata Torre dei Tesori sono esposte alcune delle opere più rappresentative del museo: il Ritratto d'uomo di Antonello da Messina, il codice delle Très belles Heures de Notre Dame de Jean de Berry oltre ad una serie di oggetti artistici provenienti dal Gabinetto delle meraviglie di Carlo Emanuele I di Savoia.
Sono poi presenti opere scultoree raffiguranti il tema iconografico del compianto sul Cristo morto.

## Galleria d'immagini

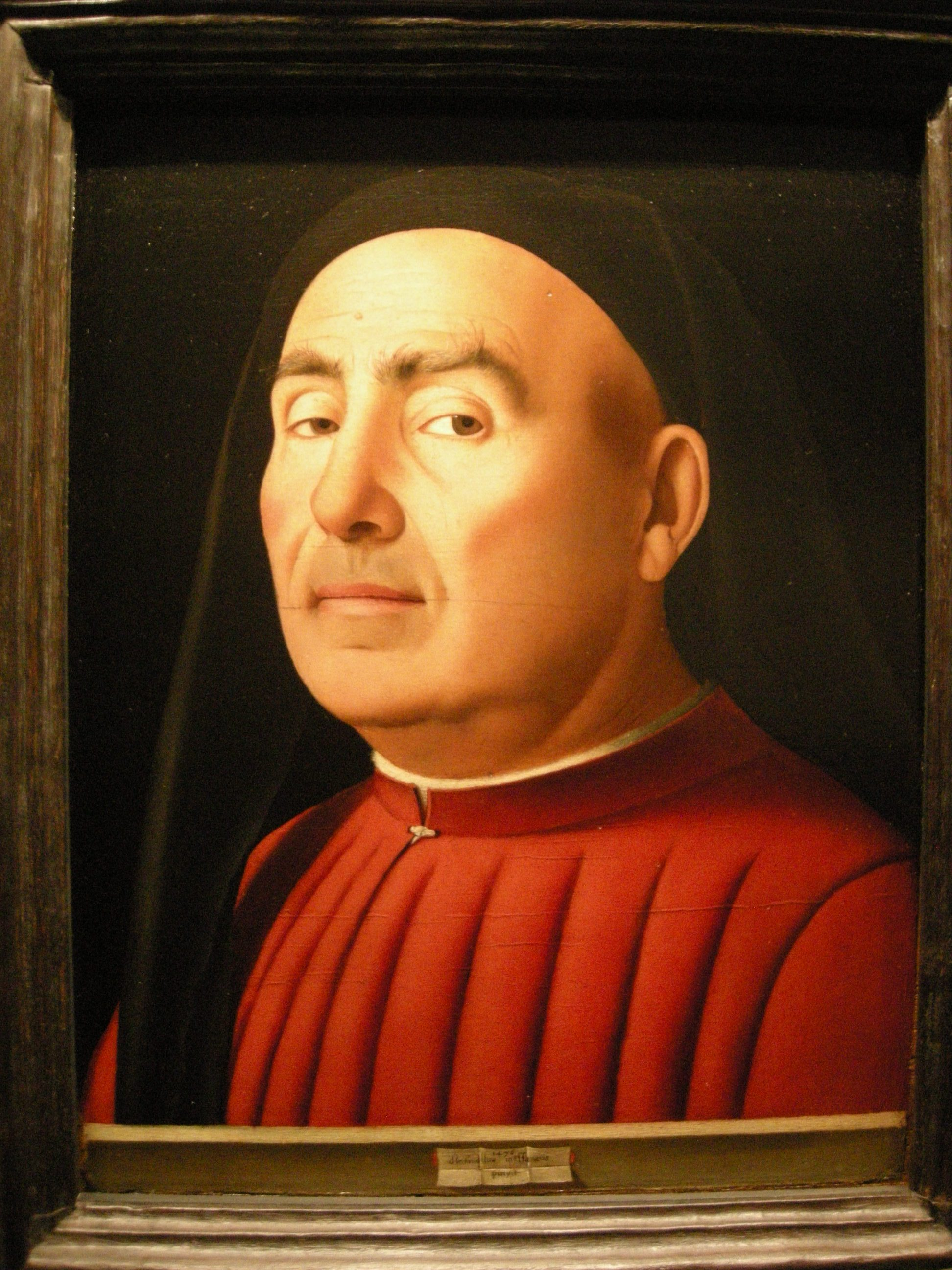
Antonello da Messina, ritratto Trivulzio, 1476
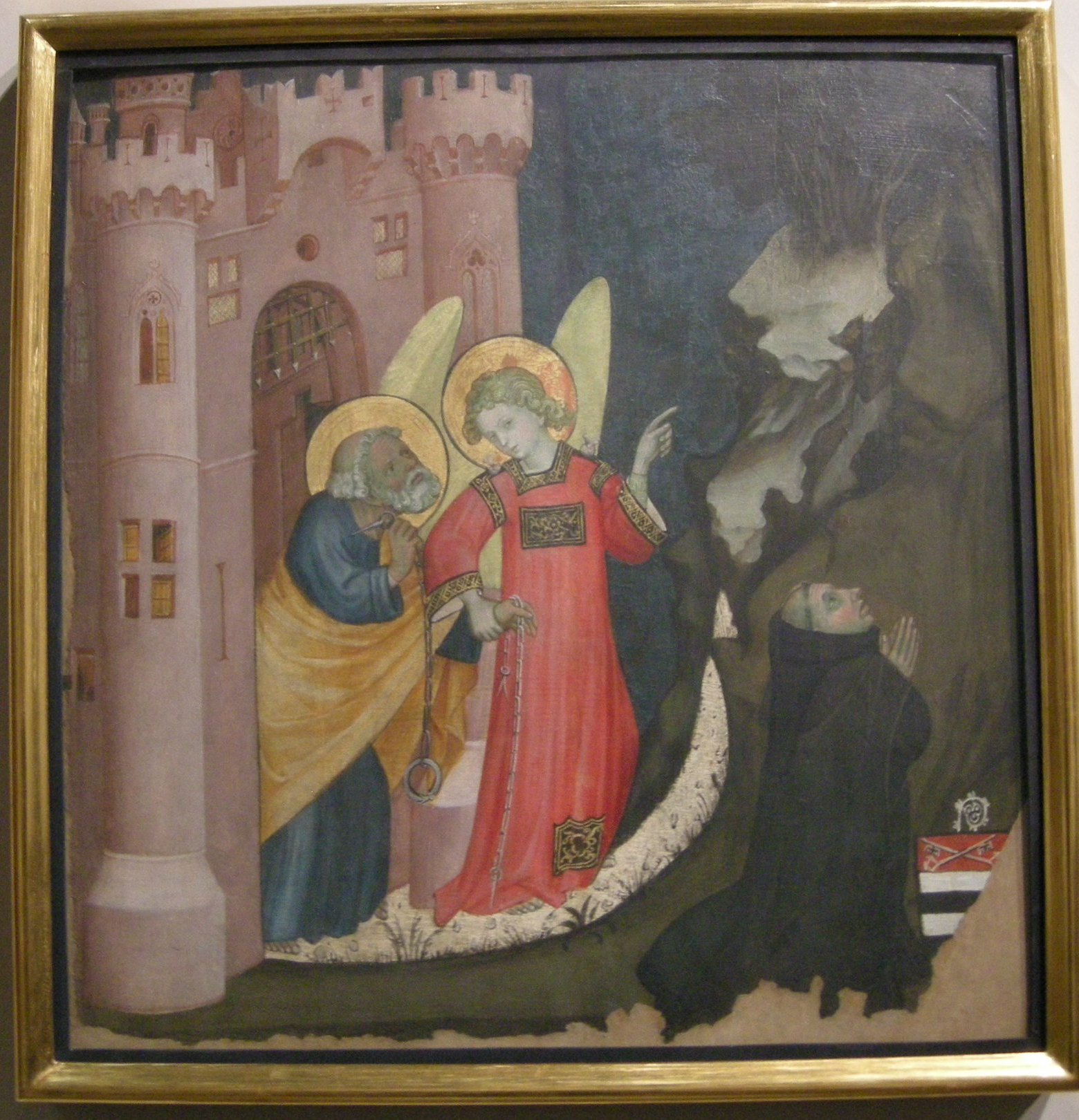
Giacomo Jaquerio, liberazione di San Pietro dal carcere, 1405-1410 ca.
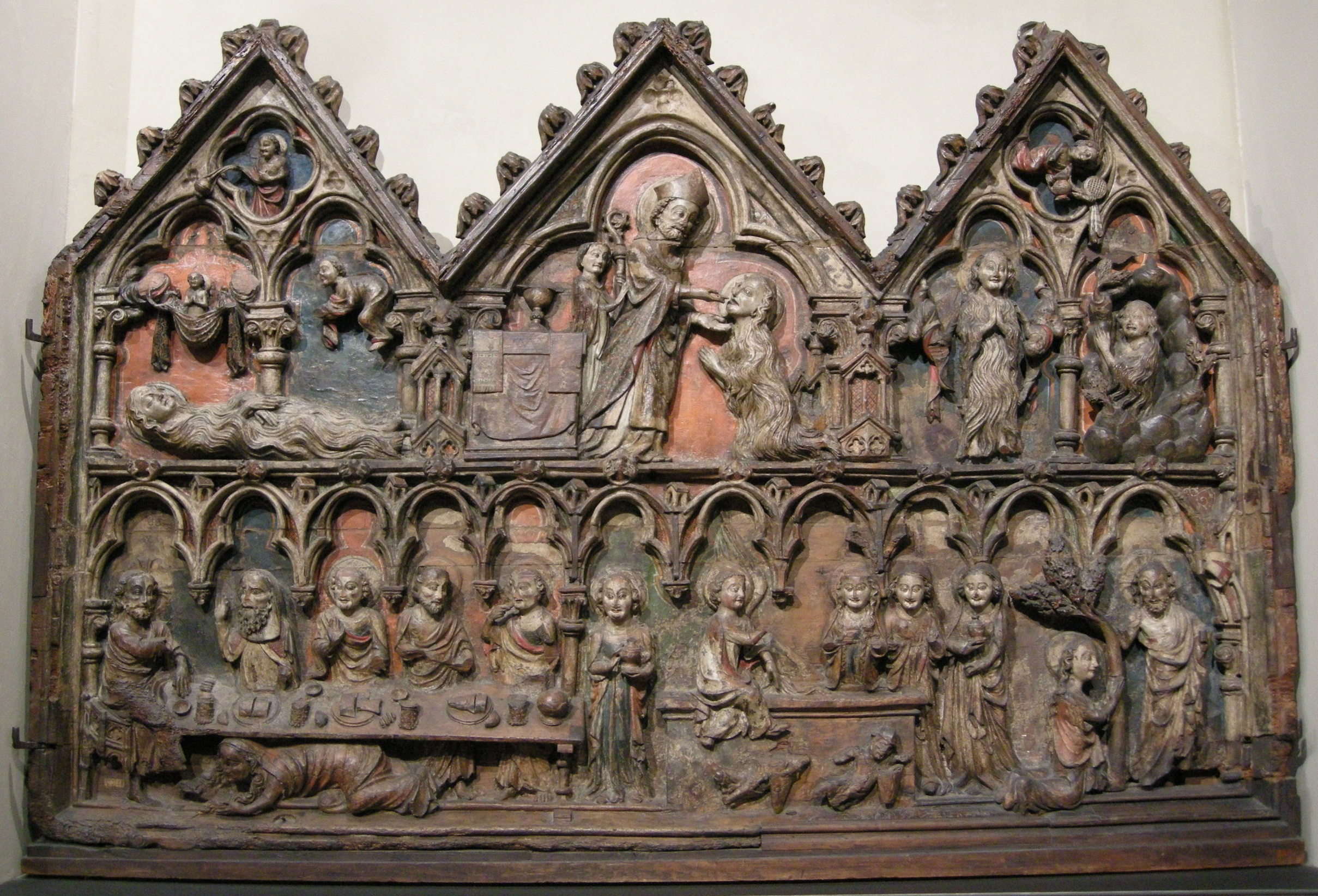
Bottega del maestro della Madonna di Oropa, ancona con storie di Maria Maddalena, 1295-1300
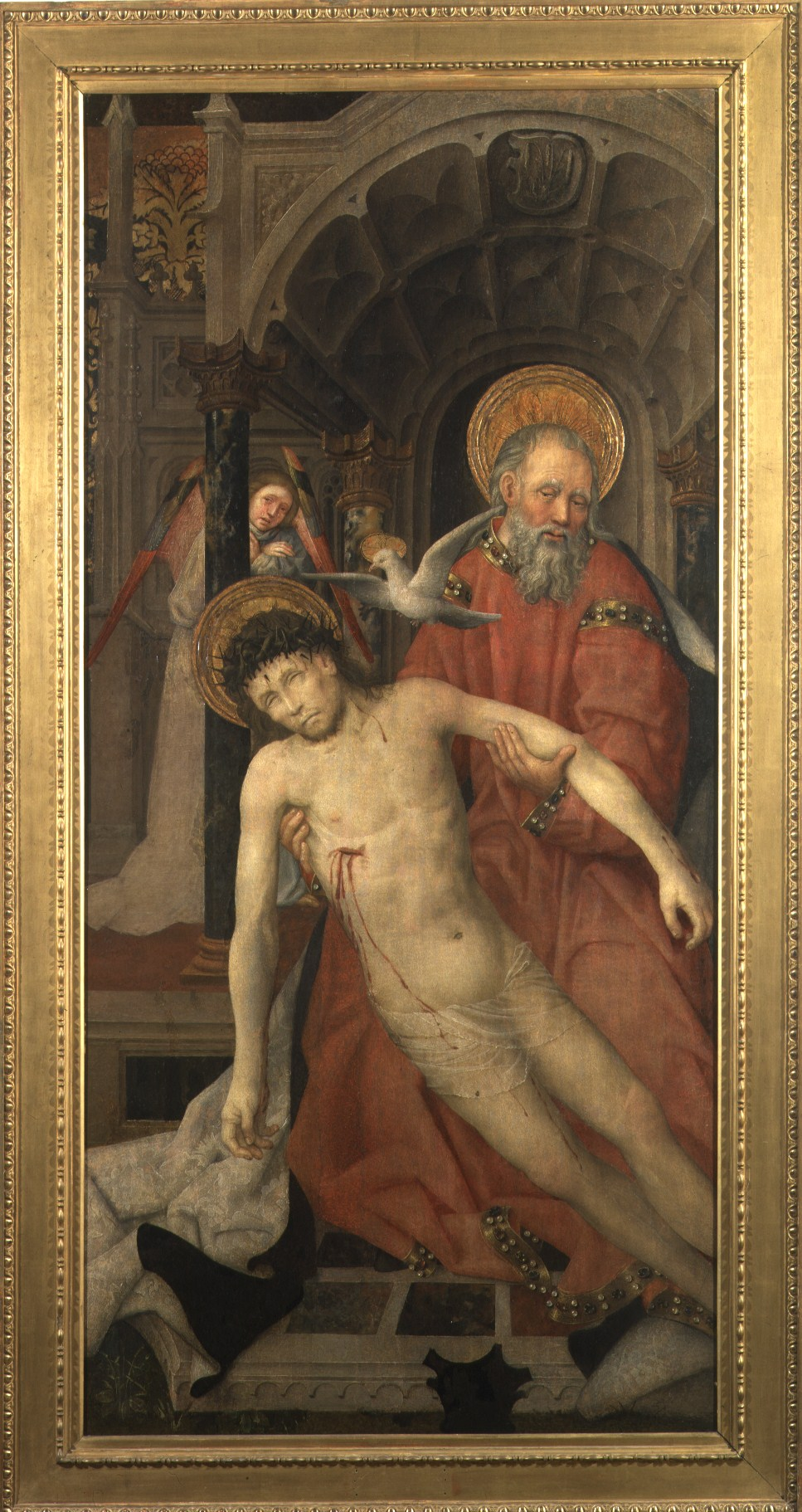
Trinita al Museo de Torino
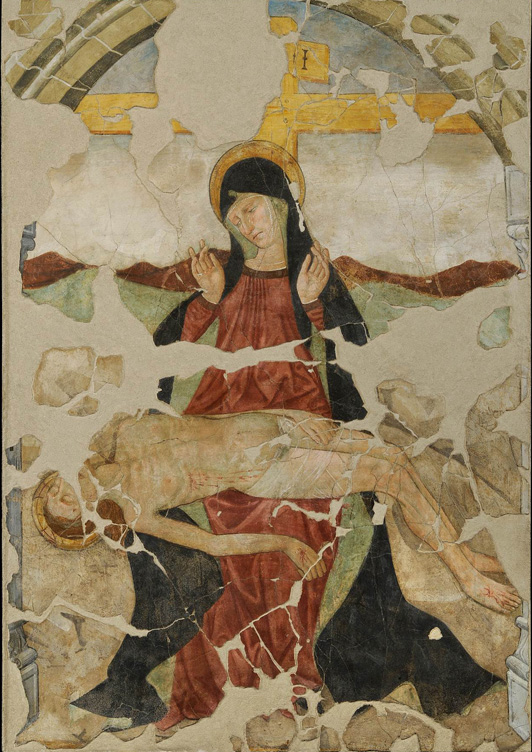
Pietà al Museo de Toríno
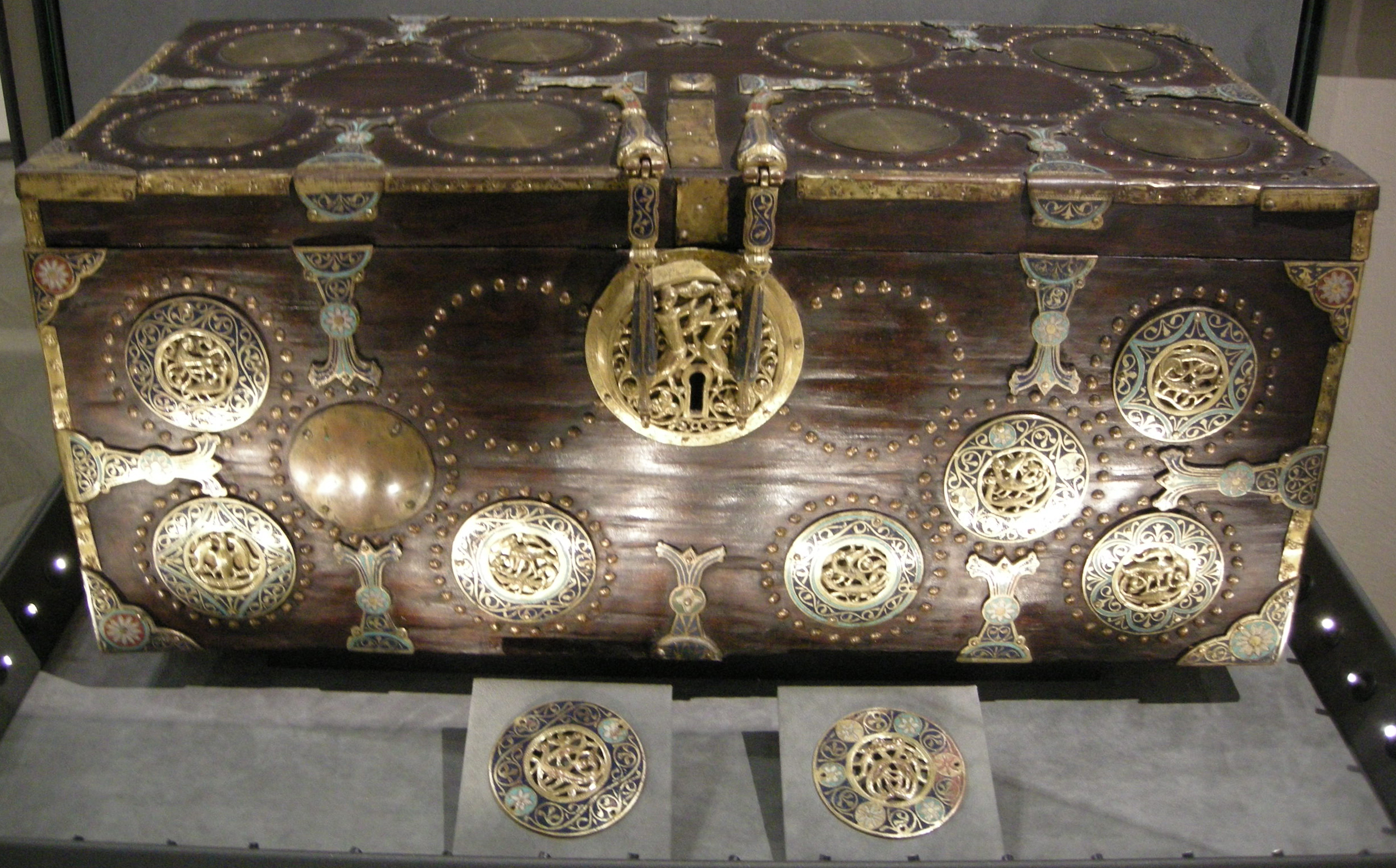
Orafo limosino, cofano del cardinale Guala Bicchieri con medaglioni, 1220-25